# Harkanovci
Harkanovci su naselje u Hrvatskoj, regiji Slavoniji u Osječko-baranjskoj županiji i nalaze se u sastavu grada Valpova.

## Zemljopisni položaj
Harkanovci se nalaze na 93 metara nadmorske visine u nizini istočnohrvatske ravnice, a nedaleko sela protječe rijeka Vučica. Selo se nalazi na državnoj cesti D517 Koška D2- Valpovo D34. Susjedna naselja: sjeveroistočno se nalaze Zelčin i Ivanovci. Južno se nalazi Koška a jugoistočno Normanci i Topoline naselja u susjednoj općini Koška. Zapadno od sela nalazi se šumski kompleks bogat naftnim i plinskim bušotinama. Pripadajući poštanski broj je 31227 Zelčin, telefonski pozivni 031 i registarska pločica vozila OS (Osijek). Površina katastarske jedinice naselja Harkanovci je 30,81 km2.

## Stanovništvo
| broj stanovnika | 1146  | 1213  | 1085  | 1152  | 1056  | 1057  | 1065  | 1133  | 1078  | 1091  | 1027  | 819   | 708   | 665   | 601   | 506   | 400   |
|                 | 1857. | 1869. | 1880. | 1890. | 1900. | 1910. | 1921. | 1931. | 1948. | 1953. | 1961. | 1971. | 1981. | 1991. | 2001. | 2011. | 2021. |

## Crkva
U selu se nalazi rimokatolička crkva Snježne Gospe koja pripada istoimenoj katoličkoj župi i valpovačkom dekanatu Đakovačko-osječke nadbiskupije. Crkveni god (proštenje) ili kirvaj slavi se 5. kolovoza.

## Obrazovanje i školstvo
U selu nalazi škola do 4. razreda koja radi u sklopu Osnovne škole Ladimirevci. 

## Kultura
- Hrvatsko kulturno- umjetničko društvo "Harkanovci".

## Šport
- NK Mladost Harkanovci natječe se u sklopu 3. ŽNL Liga NS Valpovo.

## Poznate osobe
- Ćiril Kos  (1919. – 2003.) biskup đakovački ili bosanski i srijemski, kao dijete s roditeljima 1925. iz Ribić Brega (Hrvatsko zagorje) doselilo u Harkanovce, gdje je pohađao školu.[4]

- Željko Bošnjak, hrv. nogometni sudac

## Ostalo
- Dobrovoljno vatrogasno društvo Harkanovci, osnovano 1926.
- Udruga "Bela sela"  Harkanovci.

## Vanjske poveznice
- http://www.valpovo.hr/
- http://os-ladimirevci.skole.hr/  Arhivirana inačica izvorne stranice od 21. veljače 2014. (Wayback Machine)